# Rob Muntz
Rob Muntz (Zwolle, 1 april 1963) is een Nederlandse radio- en televisiepresentator, programmamaker, schrijver en ondernemer.
Muntz groeide op in Nunspeet en woont anno 2015 in Zaandam. In 1992 leerde hij Paul Jan van de Wint kennen met wie hij al zijn televisieprogramma's gemaakt en geproduceerd heeft. Muntz is sinds maart 2011 mede-eigenaar van een woonwebwinkel.

## Programma's
Muntz begon zijn televisiecarrière als productie-assistent bij de Ko de Boswachtershow en daarna bij Rad van Fortuin. Vervolgens werkte hij als redacteur voor Catherine Keyl en voor Theo van Gogh (De Hunkering).

### Waskracht!
In 1998 haalde Van de Wint Rob Muntz binnen bij het VPRO-programma Waskracht!. Met het treiteren van Willibrord Frequin en Emile Ratelband en met de creatie de tv-dominee scoorden ze hoge ogen. Zo was Muntz in staat om live op televisie in Texas een Amerikaanse televisiedominee "Godverdomme" te laten zeggen. Toen Muntz in Wenen, in reactie op een verkiezingszege van Jörg Haider, verkleed als Adolf Hitler clownesk door Wenen paradeerde met een grote gascilinder op zijn schouder, was de VPRO-achterban minder geamuseerd. Diverse leden zegden hun lidmaatschap op en Muntz en Van de Wint werden door het VPRO-bestuur op non-actief gesteld. Het tweetal dreigde echter met juridische acties en mocht alsnog enkele items voor de VPRO maken.
Later zond Waskracht! nog wel een terugblik op 'Hitler in Wenen' uit. Daarin werd onder andere aandacht besteed aan het meest omstreden onderdeel: Muntz was in zijn Hitler-kostuum achter enkele orthodoxe joden aangelopen die voor hem schenen te vluchten. De betreffende voorbijgangers werden in de terugblik-uitzending geïnterviewd. Ze herinnerden zich dat het incident tijdens de sabbat had plaatsgevonden en dat ze daarom haastig een andere kant op waren gelopen - ze wilden uit religieuze overwegingen namelijk niet tijdens de sabbat gefilmd worden. Dat er behalve een camera ook een verklede schreeuwlelijk aanwezig was geweest, herinnerden ze zich wel, maar dat het Hitler moest voorstellen hadden ze niet opgemerkt.
Na nog een driedelige serie onder de noemer Muntz Actueel en de nooit uitgezonden programma's De Rijdende Hufter, Islam Actueel en de Grote Koninginnen Kwis, hielden Muntz en Van de Wint het definitief voor gezien bij de VPRO. Hun redactionele vrijheid was na het Hitler-incident namelijk grondig ingeperkt. De Grote Koninginnen Kwis, met medewerking van o.a. René Zwaap en Willem Oltmans, kwam uiteindelijk bij de Amsterdamse anarchistenzender MokumTV terecht.

### RVU/ AT5
Met de talkshow Normen en Waarden kwam Muntz in 2002 terug op de televisie. Deze elfdelige talkshow werd alleen op AT5 uitgezonden, en later op DVD uitgebracht. In hetzelfde jaar maakte hij voor de RVU Rob Muntz, avonturier!. een 5-delige radio documentaire serie. In een aflevering wordt de jacht op exotische diersoorten plastisch op tv in beeld gebracht. De radio-uitvoering van deze aflevering leverde hem in 2003 de Grenzeloos Geluid Radioprijs op.
Voor de RVU Radio maakte Muntz in 2003 en 2004 met Arthur van Amerongen de 24-delige radioserie Inburger King. Een hilarische kijk op de multiculturele samenleving die werd beloond met de Zilveren Nipkowschijf.
In 2004 zond de RVU Het Grote Complot - De Wereld Verklaard uit, een tv-serie van en met Muntz en Van de Wint, waarin zij beiden te zien waren als de Moraalridders.
In 2005 trok de RVU-reeks God bestaat niet de aandacht. De Amsterdamse Sint Nicolaaskerk waarin het programma was opgenomen wilde de uitzending verhinderen. Ook de Bond tegen het Vloeken maakte bezwaar en de SGP probeerde via het parlement de uitzendingen stop te zetten. Steen des aanstoots waren deze keer de satirische sketches waarin Muntz de spot dreef met een aantal godsdienstige dogma's en symboliek. Het grootste deel van de uitzendingen bestond uit interviews door Van de Wint met wetenschappers waarbij enkele heilige huisjes werden geslecht en waarbij de atheïstische zienswijze werd verduidelijkt.

### Verder
Van 2005 tot en met 2006 maakte Muntz samen met Van de Wint het programma De Milieuridders bij de omroep LLiNK. Muntz begaf zich in 2007 en 2008 in het Zuid-Amerikaanse Germania. In april 2008 had hij, samen met Van de Wint, een twee uur durend interview met Geert Wilders. Vanaf 2009 was hij in een aantal spotjes van verzekeraar Ditzo te zien. Ook schreef hij columns in de krant Sp!ts.
In 2008 heeft hij voor weblog GeenStijl een reeks blogposts gemaakt, onder andere vanuit Paraguay.
Hij stond op de kandidatenlijst voor de Partij voor de Republiek bij de Tweede Kamerverkiezingen van 2021.  Hij kreeg veertien voorkeurstemmen.

## Prijzen
- De Grenzeloos Geluid Radioprijs (2003) voor de "docurette" Jagertje, waar ben je?
- Nipkow Zilveren Reissmicrofoon (2004) voor de 24 delige radio serie De Inburgerking samen met zijn vriend de schrijver/journalist Arthur van Amerongen en editor Willem Davids.

## Ondernemer
Woonwebwinkel LiL.nl, opgericht in 2011, is eigendom van Rob Muntz en Ruben Pruim. In april 2018 was Muntz te gast in het AVROTROS-programma Radar, omdat consumenten over het bedrijf hadden geklaagd. Ook medewerkers en oud-medewerkers vertelden over de gang van zaken bij LiL.nl. Een veelgehoorde klacht was het laat leveren van producten en het uitblijven van communicatie over de levering. Op 24 april 2018 werd de woonwebwinkel door de rechtbank in staat van faillissement verklaard.